# Astragalus alopecurus
Astragalus alopecurus es una  especie de planta herbácea perteneciente a la familia de las leguminosas. Se encuentra en Asia.

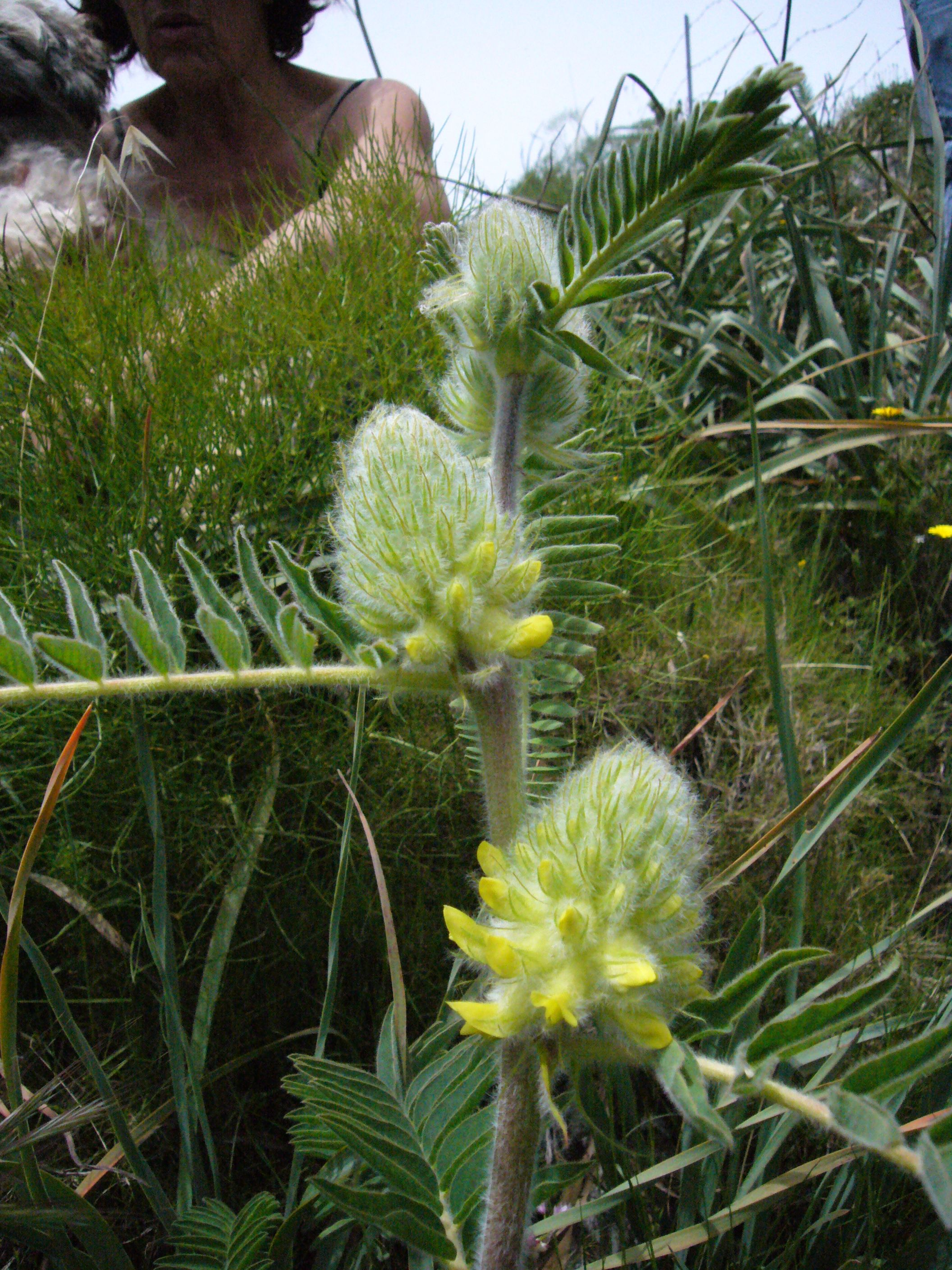
Detalle

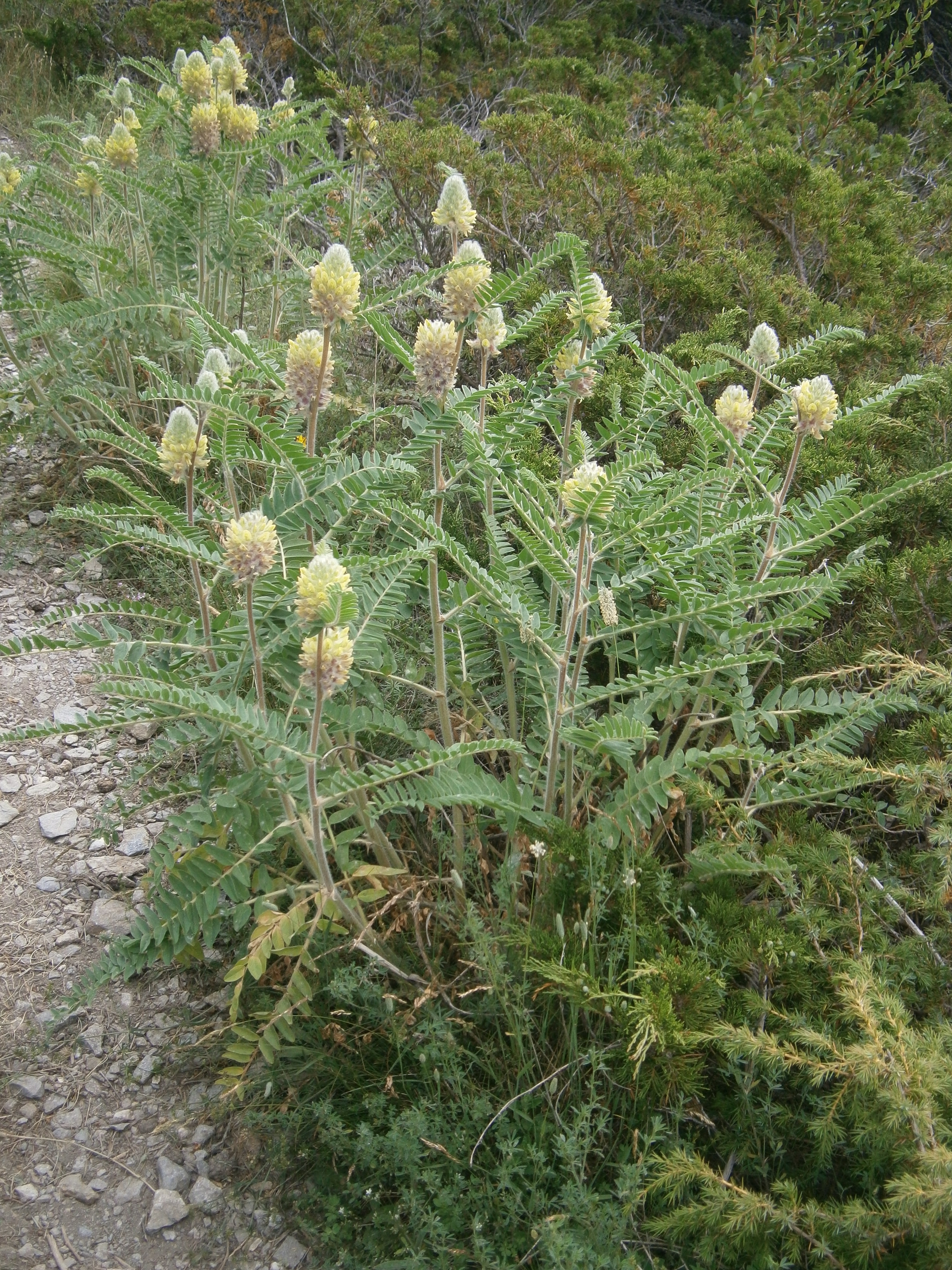
Vista de la planta

## Descripción
Es una planta herbácea que alcanza un tamaño de 50-90 cm de altura. El tallo de hasta 10 mm de diámetro, con pelos ascendentes. Las hojas de 20-30 cm; con estípulas de 10-18 mm, peludas, pecíolo de 1-3 cm, con raquis densamente cubierto de pelos ascendentes; foliolos en 17-27 pares, ovados a elípticos. La inflorescencia en forma de racimos subsésiles o con pedúnculo de hasta 1 cm, ovoide a cilíndrico, de 5-9.5 cm, brácteas de 10-20 mm. Pétalos amarillos, glabros.

## Distribución
Se encuentra en China, Xinjiang, Kazajistán, Rusia (Siberia), sudoeste  de Asia (Cáucaso, Turquía), y Europa.

## Taxonomía
Astragalus alopecurus fue descrita por Pall. ex DC. y publicado en Astragalogia 11, pl. 8, en el año 1802. (15 Nov. 1802)
Etimología
Astragalus: nombre genérico derivado del griego clásico άστράγαλος y luego del Latín astrăgălus aplicado ya en la antigüedad, entre otras cosas, a algunas plantas de la familia Fabaceae, debido a la forma cúbica de sus semillas parecidas a un hueso del pie.
alopecurus: epíteto latino que significa "cola de zorro".
Sinonimia
- Astragalus alopecuroides sensu auct.
- Astragalus alopecuroides L. var. hookeri Pamp.
- Astragalus alopecuroides Pall. var. typicus Pamp.
- Astragalus alopecuroides L. var. winterlii Pamp.
- Astragalus alopecurus Pall. var. maximus (Willd.) Trautv.
- Astragalus alopecurus Pall. var. pallasiana Trautv.
- Astragalus centralpinus Braun-Blanq.
- Astragalus dasysemius (D.F.Chamb. & V.A.Matthews) Ponert
- Astragalus dzhawakheticus Bordz.
- Astragalus maximus Willd.
- Astragalus maximus L. var. dasysemius D.F.Chamb. & V.A.Matthews
- Astragalus maximus L. var. oblongiceps Manden.
- Tragacantha alopecurus (Pall.) Kuntze
- Tragacantha maxima (Willd.) Kuntze[6][3]